# West Coast (píseň)
West Coast je píseň americké zpěvačky a skladatelky Lany Del Rey. Byla vydána dne 14. dubna 2014, jako první singl z jejího třetího studiového alba Ultraviolence, v rádiové stanici BBC. Ve Spojeném království byla vydána až 18. května 2014. Napsala ji sama Lana Del Rey společně s Rickem Nowelsem. Produkce se ujal zpěvák ze skupiny The Black Keys, Dan Auerbach. Jedná se o surf rockovou baladu. Kritika přijala tento singl velmi pozitivně a přirovnávali ho k 80. letem. Někteří zase psali, že píseň má romantický text a hypnotický zvuk, což je pokrokem v Laniné kariéře. Poprvé ji předvedla naživo, den před premiérou, na hudebním festivalu Coachella.

## Hudební video
Režisérem videa je Vincent Haycock a bylo natočeno začátkem března 2014 v Marina del Rey a ve Venice v Kalifornii. Ve videoklipu kromě Del Rey hrají Mark Mahoney a Bradley Soileau.
Dne 7. dubna 2014 se na internetu objevily záběry z videa. 14. dubna 2014 Del Rey oficiálně odhalila úryvek nahrávky společně se záběrem z videoklipu. Po vydání singlu, Del Rey dne 24. dubna 2014 oznámila, že videoklip k písni vyjde "v následujících dnech" a později zveřejnila upoutávku na Instagramu.
Video bylo vydáno 7. května 2014. Videoklip je po většinu doby černobílý a můžeme v něm vidět Lanu na pláži s mladým klukem a poté v autě se starým pánem. Kontrastem ve videu, je barevná scéna s Lanou v plamenech.
Klip sklidil uznání u kritiků. Byl přirovnán k videoklipu Chrise Isaaka k písni „Wicked Game“ a byl nominován na MTV Video Music Awards v kategorii nejlepší kinematografie. Rolling Stone napsal, že klip evokuje styl hollywoodského filmu noir.

## Hudební příčky
| Žebříček (2014)                              | Nejvyšší umístění |
| -------------------------------------------- | ----------------- |
| Austrálie (ARIA)                             | 44                |
| Belgie (Ultratip Flanders)                   | 4                 |
| Belgie (Ultratop 50 Wallonia)                | 41                |
| Dánsko (Tracklisten)                         | 39                |
| Finsko (Suomen virallinen lista)             | 21                |
| Francie (SNEP)                               | 34                |
| Chile (Top 100 Airplay Chart)                | 31                |
| Chorvatsko (ARC 100)                         | 7                 |
| Irsko (IRMA)                                 | 31                |
| Itálie (FIMI)                                | 18                |
| Izrael (Media Forest)                        | 8                 |
| Jižní Korea (GAON)                           | 68                |
| Kanada (Canadian Hot 100)                    | 24                |
| Maďarsko (Single Top 20)                     | 16                |
| Maďarsko (Radio Top 40)                      | 1                 |
| Německo (Media Control AG)                   | 22                |
| Norsko (VG-lista)                            | 16                |
| Nový Zéland (Recorded Music NZ)              | 31                |
| Polsko (Polish Airplay Top 100)              | 72                |
| Portugalsko (Billboard Digital Songs)        | 39                |
| Rakousko (Ö3 Austria Top 75)                 | 39                |
| Rusko (Lenta)                                | 1                 |
| Řecko (Billboard Digital Songs)              | 3                 |
| Skotsko (Official Charts Company)            | 18                |
| Spojené království (Official Charts Company) | 21                |
| Španělsko (PROMUSICAE)                       | 12                |
| Švýcarsko (Schweizer Hitparade)              | 13                |
| USA (Billboard Hot 100)                      | 17                |
| USA (Billboard Alternative Songs)            | 29                |
| USA (Billboard Adult Alternative Songs)      | 8                 |
| USA (Billboard Digital Songs)                | 6                 |
| USA (Billboard Rock Airplay)                 | 31                |
| USA (Billboard Streaming Songs)              | 16                |